# Kristýna
Kristýna (deutsch Christinasee, auch Christianensee) ist ein Tagebausee in Tschechien. Er liegt anderthalb Kilometer nordwestlich der Stadt Hrádek nad Nisou im Okres Liberec.

## Geographie
Der See befindet sich rechtsseitig der Lausitzer Neiße im Zittauer Becken auf dem Kataster von Loučná. Einen Kilometer nördlich liegt an der Mündung des Ullersbaches in die Neiße das Dreiländereck zwischen Tschechien, Polen und Deutschland. 400 Meter östlich davon führt die Straße von Hrádek nad Nisou / Porajów über einen Kilometer polnisches Gebiet nach Zittau. Südlich führt von Hartau ein Wander- und Reitweg zum See.
Umliegende Orte sind Porajów im Norden, Luptin, Kopaczów und Oldřichov na Hranicích im Nordosten, Hrádek nad Nisou im Südosten, Loučná im Süden, Hartau im Westen und Zittau im Nordwesten.

## Geschichte
Das Braunkohlenwerk Christianenschacht wurde 1822 durch die Besitzer der Herrschaft Grafenstein, die Grafen Clam-Gallas auf den Neißewiesen eröffnet. Ursprünglich erfolgte der Abbau im Tiefbau. Ab dem Jahr 1892 wurde der Tagebaubetrieb aufgenommen.
In den 1930er Jahren war die Grube Christianenschacht das einzige in Betrieb stehende Bergwerk im Bezirk Reichenberg. 1930 waren 64 Arbeiter beschäftigt und die Förderung betrug 260.695 Doppelzentner Kohle. 1945 wurden die Grafen Clam-Gallas enteignet. Nach dem Zweiten Weltkrieg soff die Grube ab. 1957 erfolgte durch GEOFOND ČR in Prag nördlich der Aufschluss eines neuen Tagebaus. Am 1. Jänner 1968 wurde die Zeche Důl Kristina dem neugegründeten Palivový kombinát Antonína Zápotockého, národní podnik, Užín (Brennstoffkombinat Antonín Zápotocký, Nationalunternehmen, Užín) unterstellt. Die Braunkohlenförderung auf Důl Kristina wurde Ende April 1972 eingestellt. 
Die Kohlenflöze lagen in einer Tiefe von zwei bis 25 m unter dem Deckgebirge und besaßen eine Mächtigkeit von durchschnittlich drei bis fünf, maximal zwölf Metern.
Die abgesoffene alte Grube wurde zu Beginn der 1980er Jahre zu einem Badesee umgestaltet; die Uferböschungen wurden planiert und Strände angelegt. Danach begann die Umgestaltung des Umlandes zu einem Erholungs- und Sportgebiet. Im gleichen Zuge wurde das Freibad in Hrádek nad Nisou aufgegeben.
Das Gelände befindet sich heute im Besitz der Kristýna a.s., deren Hauptaktionär die Stadt Hrádek nad Nisou ist. Am nördlichen Ufer entstanden eine Pension, eine Bungalowsiedlung und ein Campingplatz. Außerdem bestehen zwei Strandgaststätten und einige Imbisseinrichtungen. Das nördliche und nordöstliche Ufer bilden Sandstrände, im Südosten reichen Wiesen bis an den See. Das westliche Ufer wird durch einen bewaldeten Damm zur Neiße gebildet, der naturbelassen ist und steil zum See abfällt. Dieser Bereich wird hauptsächlich durch Angler genutzt.
Beim Starkregen am 7. August 2010 durchbrach der überfüllte See den Damm zur Neiße.